# Będoszka

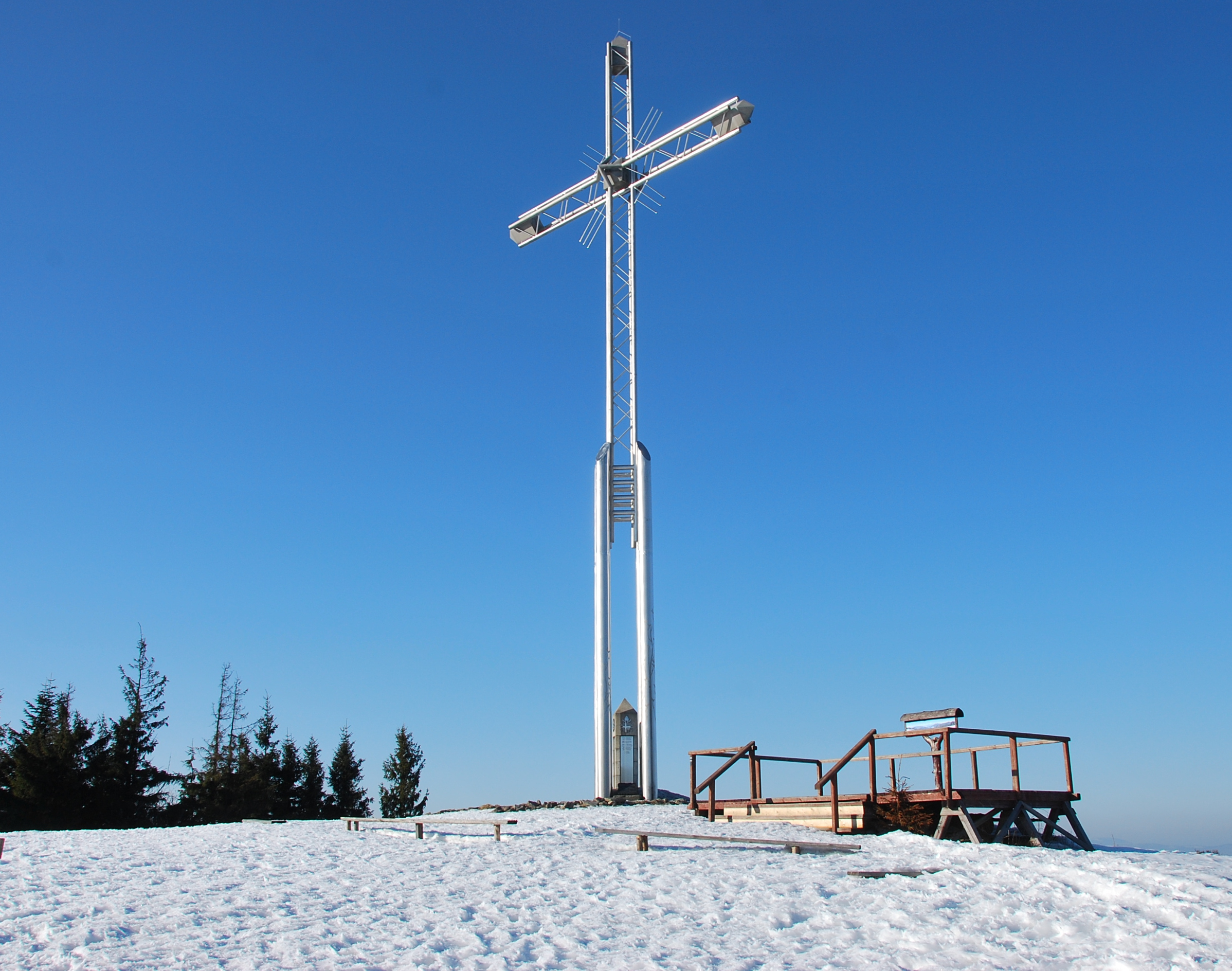
Jubileuszowy Krzyż Ziemi Żywieckiej na Bendoszce Wielkiej

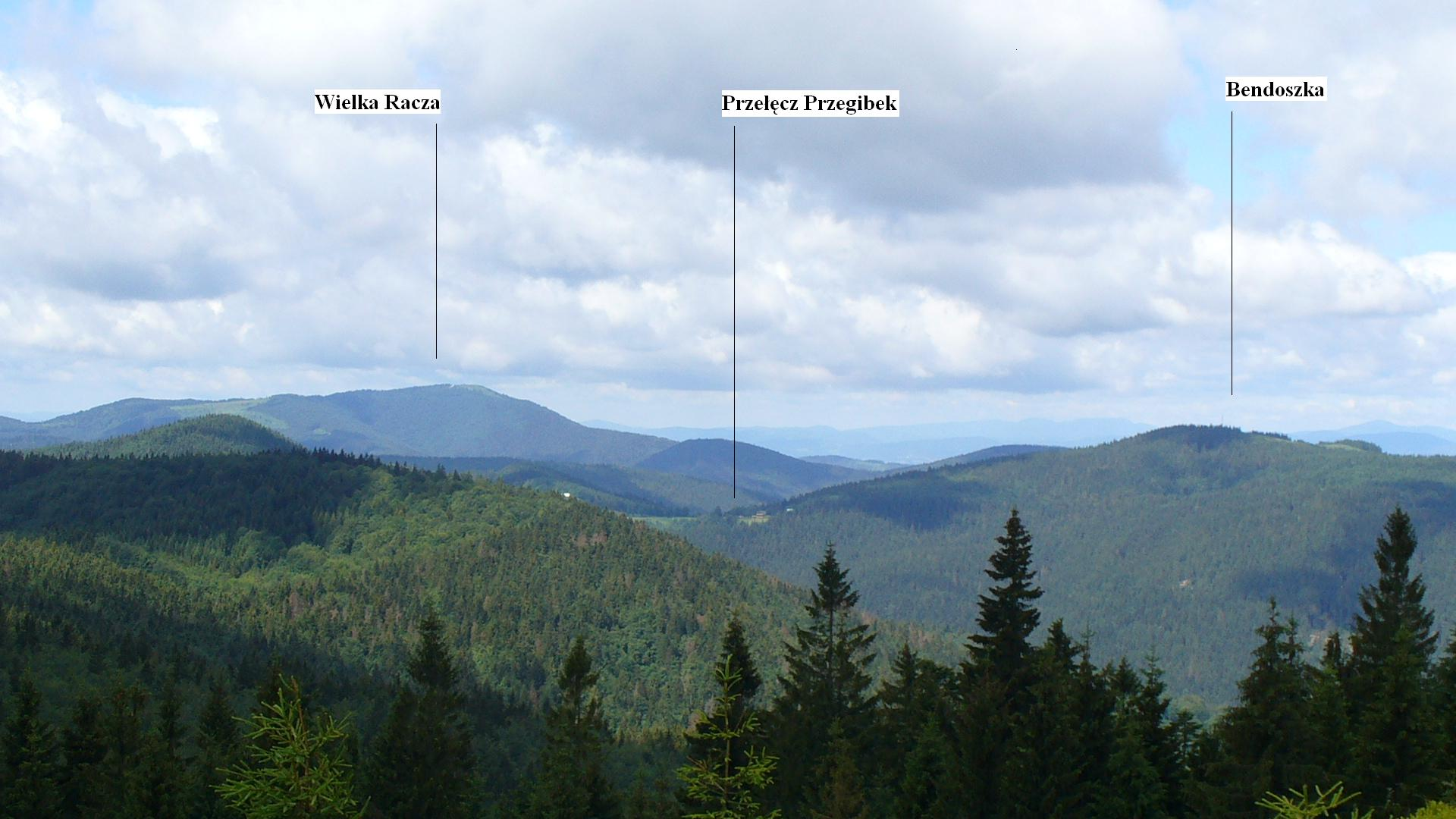
Bendoszka i Wielka Racza – panorama z Rycerzowej

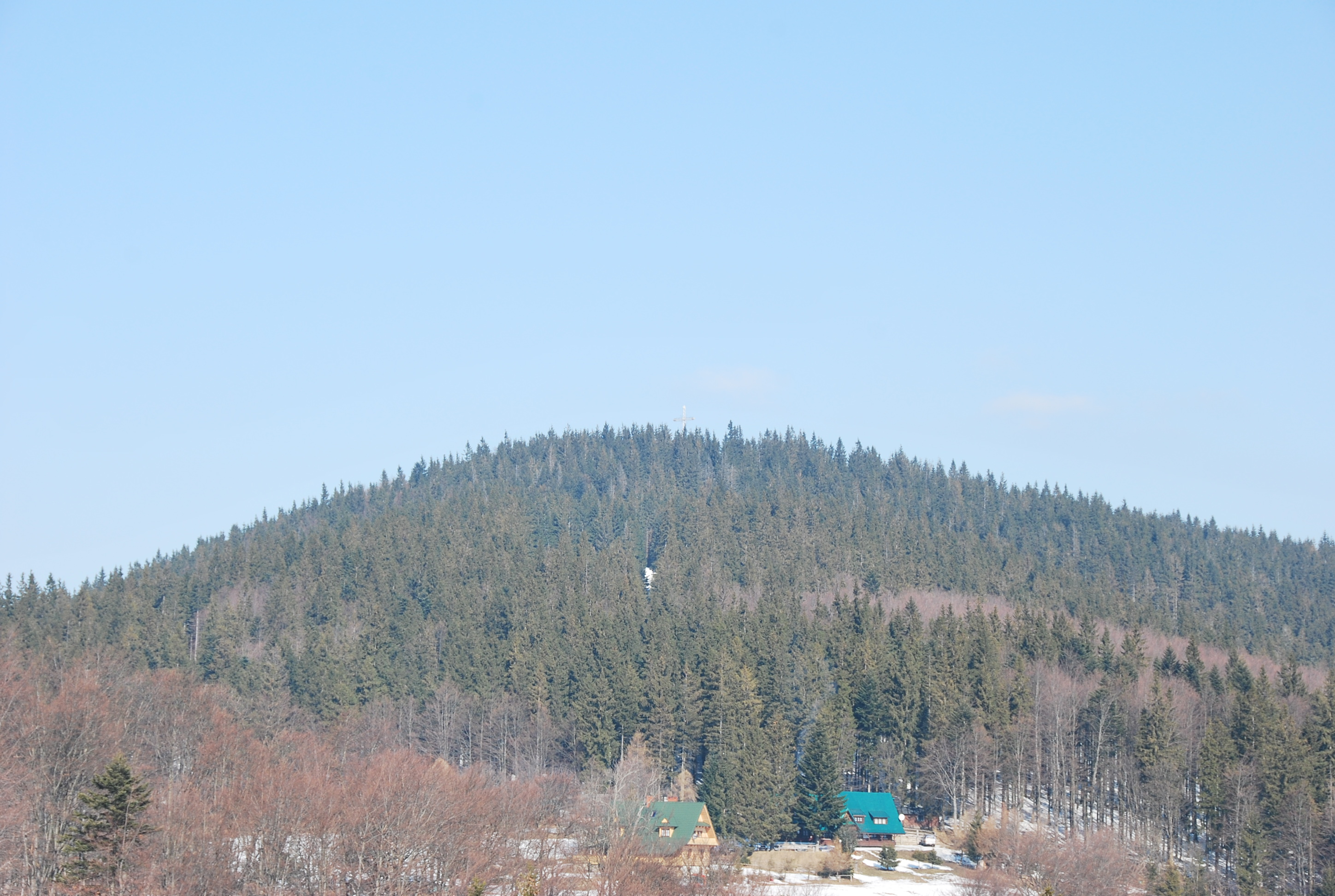
Bendoszka Wielka – widok z Przełęczy Przegibek

Będoszka lub Bendoszka Wielka (1144 m) – szczyt w Beskidzie Żywiecko-Kisuckim w Grupie Wielkiej Raczy (czasem można się spotkać z wydzieleniem Grupy Bendoszki Wielkiej). Jest jednym z najwyższych szczytów w tej grupie. W państwowym rejestrze nazw geograficznych i na mapie lotniczej Geoportalu szczyt ma nazwę Będoszka, jednak według Aleksego Siemionowa prawidłowa nazwa to Bendoszka. Pochodzi ona od nazwiska Bendys. Na mapach PPWK przyjęto jednak pisownię Będoszka.

## Topografia
Będoszka nie znajduje się w głównym grzbiecie Wielkiej Raczy, lecz w bocznym, który odgałęzia się od Przegibka (1124 m) i biegnie w północnym kierunku poprzez przełęcz Przegibek, Będoszkę, Praszywkę Małą i Praszywkę Dużą. Głębokimi dolinami po obydwu stronach tego grzbietu spływają dwa źródłowe cieki potoku Rycerka: Potok Majów i potok Z Ciapkowa. W północno-zachodnim kierunku odchodzi od Będoszki krótki grzbiet Pleskierówki.
Będoszka znajduje się w granicach miejscowości Rycerka Górna w województwie śląskim, w powiecie żywieckim, w gminie Rajcza. W regionalizacji fizycznogeograficznej Polski według Jerzego Kondrackiego Grupa Wielkiej Raczy zaliczana jest do Beskidu Żywieckiego, w nowszej polskiej regionalizacji z 2018 roku do Beskidu Żywiecko-Orawskiego.

## Opis szczytu
Nazwa szczytu pochodzi od nazwiska Bendys. Wierzchołek i grzbiety Będoszki pokrywa ogromna hala Pasulówka. Dzięki temu Będoszka jest doskonałym punktem widokowym. Ze szczytu i trawiastych grzbietów Będoszki widać m.in. grupę Małej Fatry oraz pasmo Baraniej Góry w Beskidzie Śląskim. Na szczycie wykonano pomost widokowy i zamontowaną tablicę z opisaną panoramą szczytów, która już nie istnieje, gdyż została zniszczona przez wandali.

## Jubileuszowy Krzyż Ziemi Żywieckiej
Na szczycie znajduje się Jubileuszowy Krzyż Ziemi Żywieckiej postawiony tam we wrześniu 2000 roku z okazji Jubileuszu 2000 ogłoszonego przez Kościół katolicki. Ma wysokość 23,5 metra. Kamień węgielny pod budowę został poświęcony przez Jana Pawła II 15 czerwca 1999 w Krakowie. Krzyż poświęcił biskup Tadeusz Rakoczy 16 września 2000. W kazaniu podczas mszy biskup Rakoczy mówił: ustawiony jest w kierunku pięknej Ziemi Żywieckiej. Swymi ramionami ma symbolizować wspólnotę Żywiecczyzny, a przede wszystkim jedność wiary chrześcijańskiej.
Na podstawie krzyża wmurowane są 4 tablice (pisownia oryginalna):
Od strony zachodniej z napisem:

Na chwałę Boga w Trójcy Jedynego w Roku Wielkiego Jubileuszu 2000 lat Chrześcijaństwa w Milenium Kościoła Krakowskiego w dwudziestym drugim roku pontyfikatu Papieża Jana Pawła II w dziesiątym roku pasterzowania w Diecezji Bielsko-Żywieckiej Biskupa Tadeusza Rakoczego w pięćdziesiątym roku istnienia parafii w Rycerce Górnej z inicjatywy Ks. Edwarda Ćmiela ten Krzyż został wzniesiony jako świadectwo wiary dla przyszłych pokoleń.
Od południowej:

Jubileuszowy Krzyż Ziemi Żywieckiej zaprojektowany przez mgra inż. Jacka Niedzwieckiego i mgra inż. Józefa Pasierbka

wykonany przez Mostostal Zabrze Zakład Montażowo-Produkcyjny Czechowice

poświęcony 16 września 2000 Roku przez Ks. Biskupa Tadeusza Rakoczego

powstał dzięki ofiarności mieszkańców Rycerki Górnej i Przegibka, parafii z dekanatów Żywiecczyzny, przy udziale duchowieństwa, a także władz samorządowych.

Przewodniczącym Komitetu Budowy był Andrzej Harmata.
Od wschodniej:

Obok krzyża Jezusowego stały: Matka Jego i siostra Matki Jego, Maria, żona Kleofasa, i Maria Magdalena. Kiedy więc Jezus ujrzał Matkę i stojącego obok niej ucznia, którego miłował, rzekł do Matki: Niewiasto, oto syn Twój. Następnie rzekł do ucznia: oto Matka twoja. I od tej godziny uczeń wziął ją do siebie.

(J 19, 25-27)
Od strony północnej znajduje się tablica z darczyńcami.

## Szlaki turystyczne
– Sól – Rycerka Dolna – Praszywka Duża – Będoszka – przełęcz Przegibek.